# Clubiona comta
Clubiona comta là một loài nhện trong họ Clubionidae.
Loài này thuộc chi Clubiona. Clubiona comta được Carl Ludwig Koch miêu tả năm 1839.

## Hình ảnh

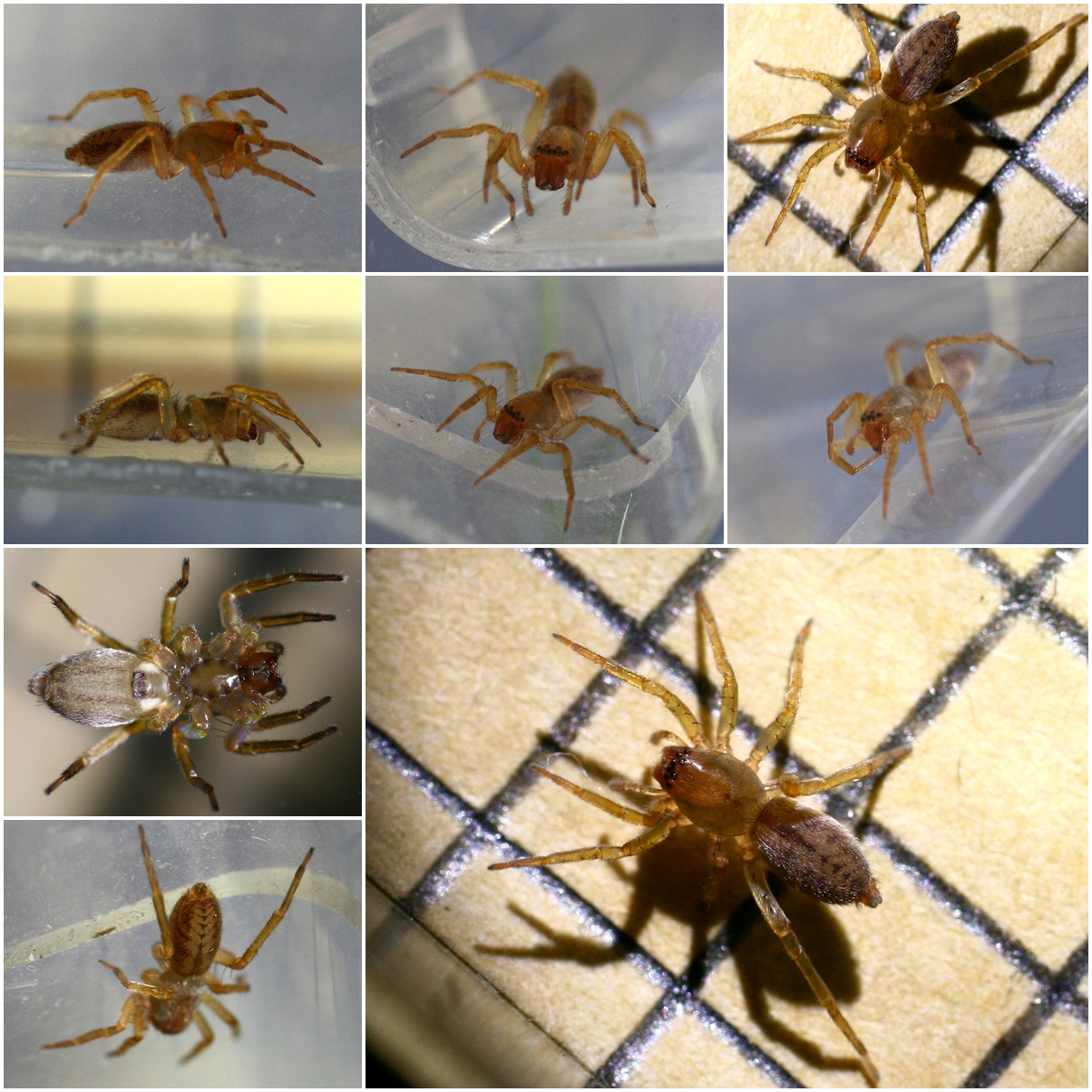